# Parque David Ben Gurión
El Parque David Ben Gurión es un parque cultural ubicado en el complejo financiero, comercial y habitacional Zona Plateada de Pachuca de Soto, en el estado de Hidalgo, México, que rinde homenaje a uno de los fundadores del Estado de Israel, David Ben Gurion.
Consta de 26.30 hectáreas donde se encuentran la Biblioteca Central del Estado Ricardo Garibay, el Tuzoforum, el Salón de la Fama del Fútbol, el Centro Interactivo Mundo Fútbol y el Teatro Gota de Plata.

## Historia
Fue inaugurado el 13 de marzo de 2005 por el ex vice primer ministro de Israel, Silvan Shalom, en la inauguración también participaron el canciller mexicano, Luis Ernesto Derbez, y el gobernador del estado, Manuel Ángel Núñez Soto. El parque fue una iniciativa del gobierno de Hidalgo, la comunidad judía en México y la Fundación Keren Kayemeth Leisrael, una institución no gubernamental dedicada a la reforestación.
El proyecto original contemplaba un Museo de Ciencia y Tecnología, Jardín de Esculturas, un Conservatorio de Música y un Museo de Arte Contemporáneo que en 2011 pasó a ser el Salón de la Fama del Fútbol y el Centro Interactivo Mundo Fútbol.

## Infraestructura

### Mosaico

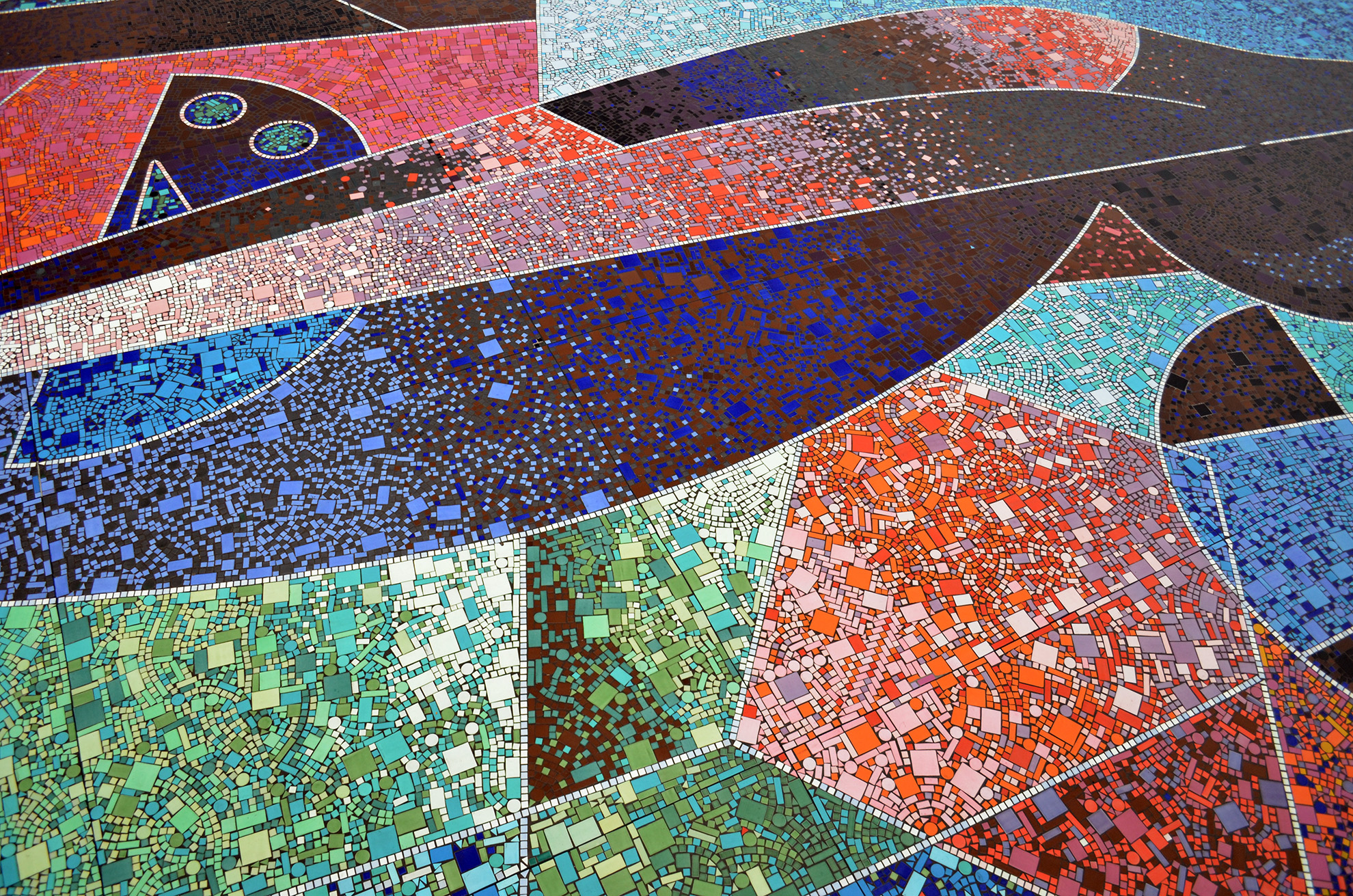
Detalle del mosaico "Homenaje a la Mujer del Mundo"

La plaza central de este parque es una losa pictórica diseñada por Byron Gálvez Avilés titulada “Homenaje a la Mujer del Mundo”, cuyas dimensiones son de 80 metros de ancho por 400 metros de largo, dando una superficie de 32 100 metros cuadrados. Está dividido el 16 módulos que contienen 2.080 figuras elaboradas con aproximadamente 7 millones de mosaicos de 12 tamaños distintos y 45 diferentes todos de color.
La obra destaca por la presencia de múltiples formas abstractas, donde resaltan formas femeninas y características propias del género, como la belleza, la maternidad, la dulzura, el amor, entre otros. Así la obra se yergue como la continuidad del muralismo histórico mexicano, la monumentalidad, la permanencia y la expresión multicolor del arte que ha sobresalido desde nuestro país hacia el mundo.

### Monumento a David Ben Gurión

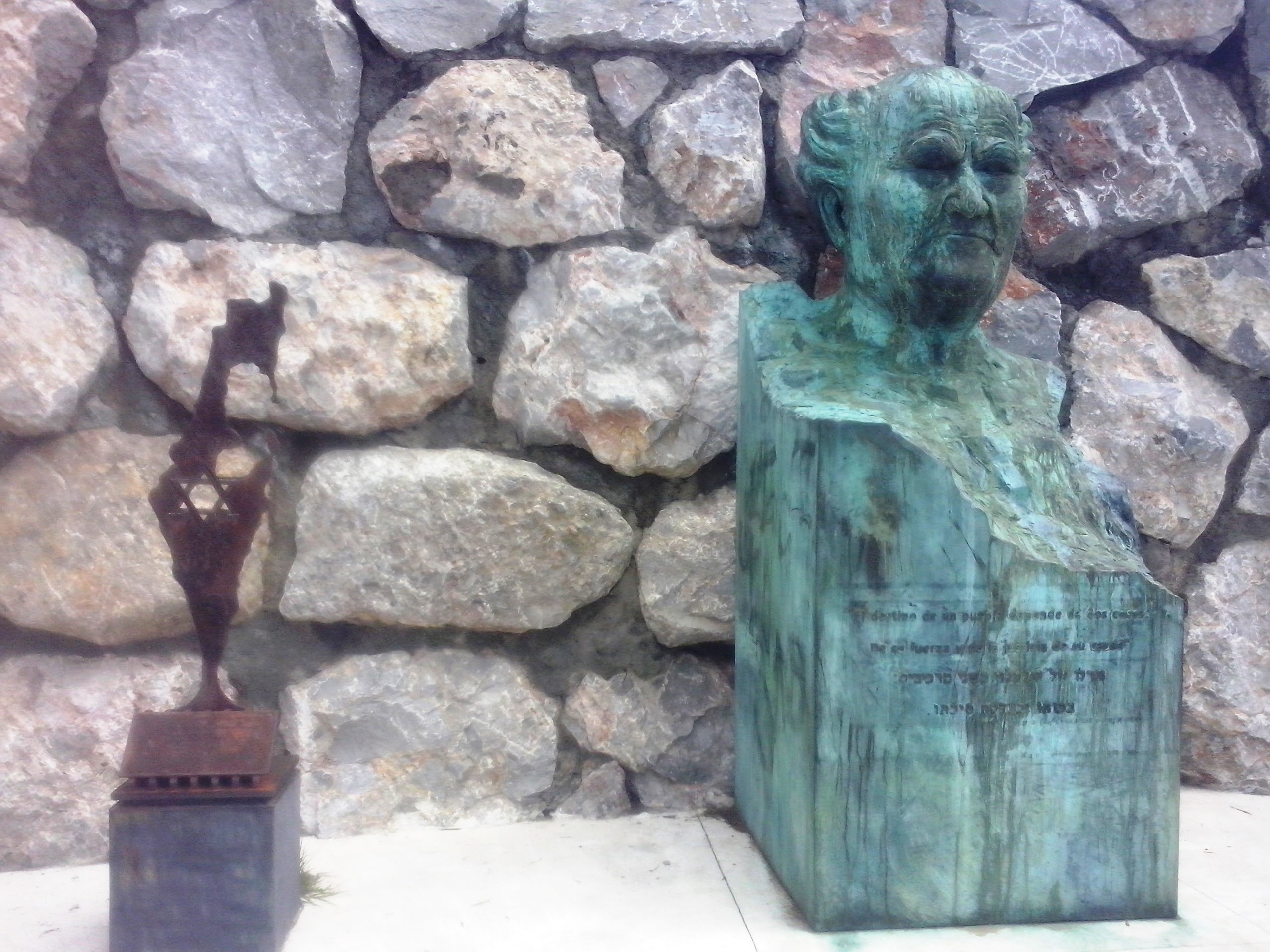
Monumento a David Ben Gurión.

Este monumento dedicado a David Ben Gurión, se compone de un busto monumental del personaje que contiene grabado: "El destino de un pueblo depende de dos cosas de su fuerza y de la justicia"; al costado se encuentra una escultura de bronce con la forma de Israel  con la Estrella de David en el centro. 
En su costado izquierdo se encuentra una placa que dice: "El pueblo de Hidalgo y de todo México, dedica este monumento a David Ben Gurión como gesto de hermandad y reciprocidad con el pueblo de Israel. El excelentísimo vice primer ministro Silvan Shalom develo el monumento de David Ben Gurión en la Plaza Jerusalén en presencia de Manuel Ángel Núñez Soto gobernador constitucional de estado de Hidalgo; Pachuca de Soto, Hidalgo, marzo 13. 2005". 
En su costado derecho se encuentra una placa que dice: "El Parque cultural y recreativo 'David Ben Gurión' se encuentra situado en el lugar donde se fundó uno de los primeros asentamientos judíos en la Nueva España. Se inauguró el Hemiciclo David Ben Gurión en la Plaza Jerusalén. El Gobierno del estado de Hidalgo con colaboración de la comunidad judía de México, llevó a cabo la realización de este parque en apoyo de la conservación de la naturaleza y la defensa de la ecología que tiende a perpetuar la vida humana en forma digna y saludable, Sr. Alfredo Achar, Ing Pedro Dondish, Sres. Mayer y Marcos Zaga, Pachuca de Soto, Hidalgo, 13 marzo, 2005". 

### Tuzoforum

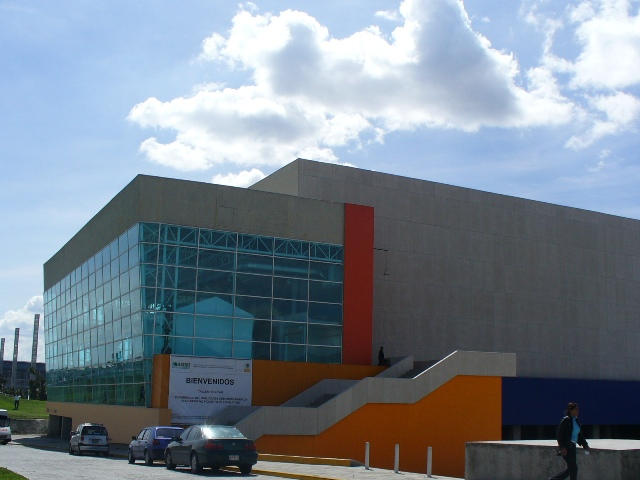
Centro de Convenciones Tuzoforum.

Su construcción finalizó en el año 2005, se emplearon materiales como concreto, metal, vidrio y madera. Es un centro de convenciones cuenta con instalaciones:
- 8 salones con capacidad desde 20 a 2000 personas equipados cada uno con:
- Equipo audiovisual
- Aire acondicionado
- Calefacción
- División de sono-muros
- Sistema de iluminación independiente
- Red inalámbrica
- Servicio de telefonía
- Salón de 1800 metros cuadrados con altura de 7 metros
- Vestíbulo de 260 metros cuadrados con una altura libre
- Terraza al aire libre de 300 metros cuadrados

### Biblioteca Central del Estado Ricardo Garibay

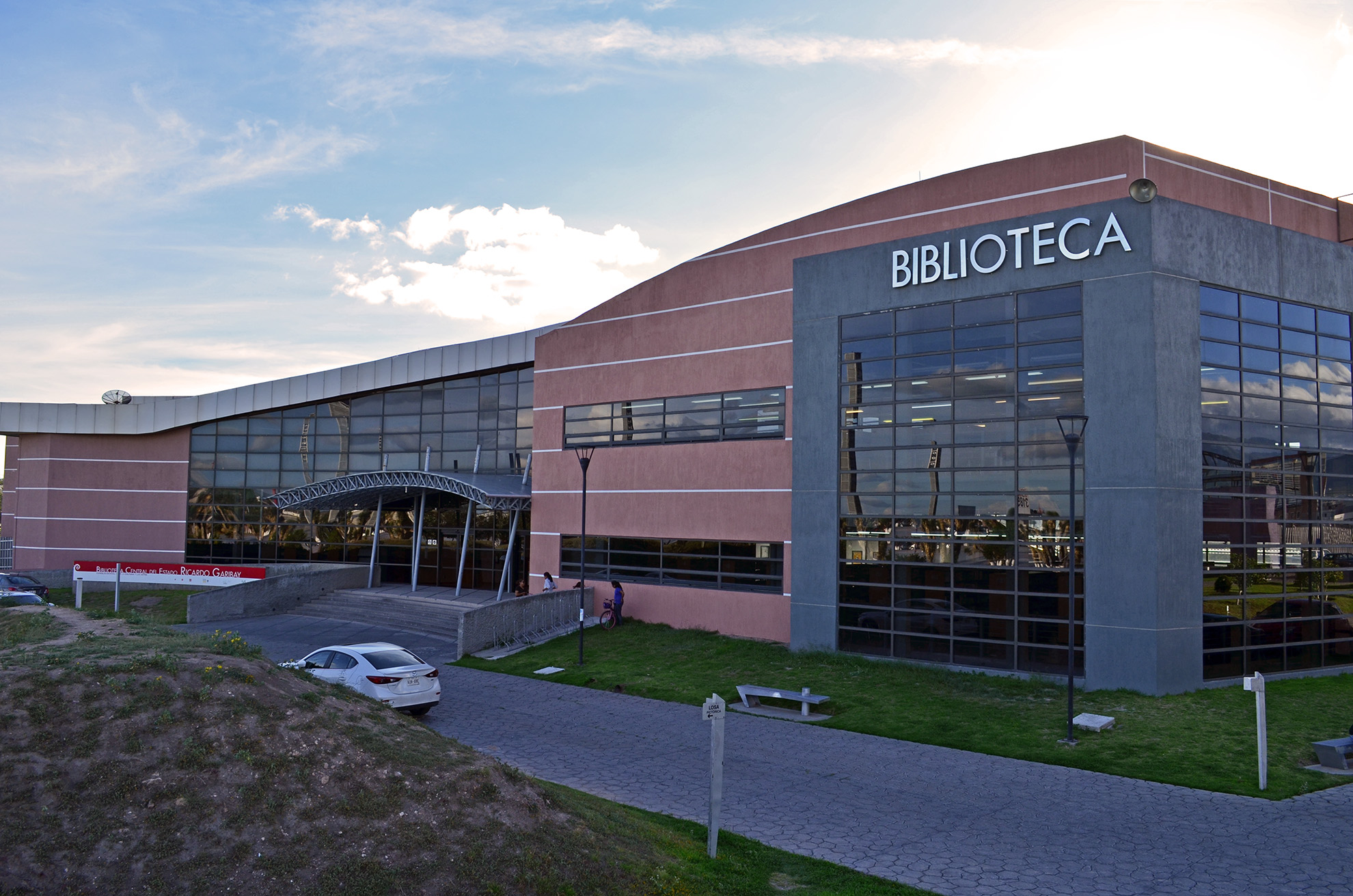
Biblioteca Central del Estado "Ricardo Garibay".

Iinaugurada el 18 de mayo de 2007, ocupa un espacio de 4560 metros cuadrados y consta de dos plantas. Se trata de un inmueble funcional con diversos servicios para todas las edades e intereses. La ubicación de estos materiales es el siguiente:
- Consulta: Se encuentran enciclopedias, diccionarios, atlas, anuarios, leyes, etcétera.
- General: En esta colección se hallan libros de filosofía, religión, psicología, educación, matemáticas, medicina, ecología, cocina, así como colecciones de literatura e historia, entre otras más.
- Infantil: Es un importante fondo dirigido a los niños, con materiales diseñados e ilustrados para los pequeños con temáticas de todas las áreas del conocimiento.
- Braille: Este acervo escrito en el sistema Braille, representa un recurso valioso para quienes carecen de la vista y los débiles visuales que visitan la biblioteca. Están disponibles en este método, diccionarios, libros de texto, de literatura, libros en gran formato, audiolibros, etcétera.
- Multimedio: Incluye documentales, cine de arte, música clásica, jazz, blues, música regional mexicana y materiales de apoyo para la educación y el entretenimiento para todas las edades y gustos.
- Hemerografía y Cartografía: Cuenta con diarios del estado y revistas con temas que van desde la arqueología, la cultura, el arte, la política, el teatro y la ciencia, entre otros.
- Material Didáctico: Una serie de materiales diseñados para el trabajo lúdico con los niños: libros de trapo, tangram, rompecabezas, ajedrez, dominós, globos terráqueos, láminas y cubos, entre otros.

### Teatro Auditorio Gota de Plata

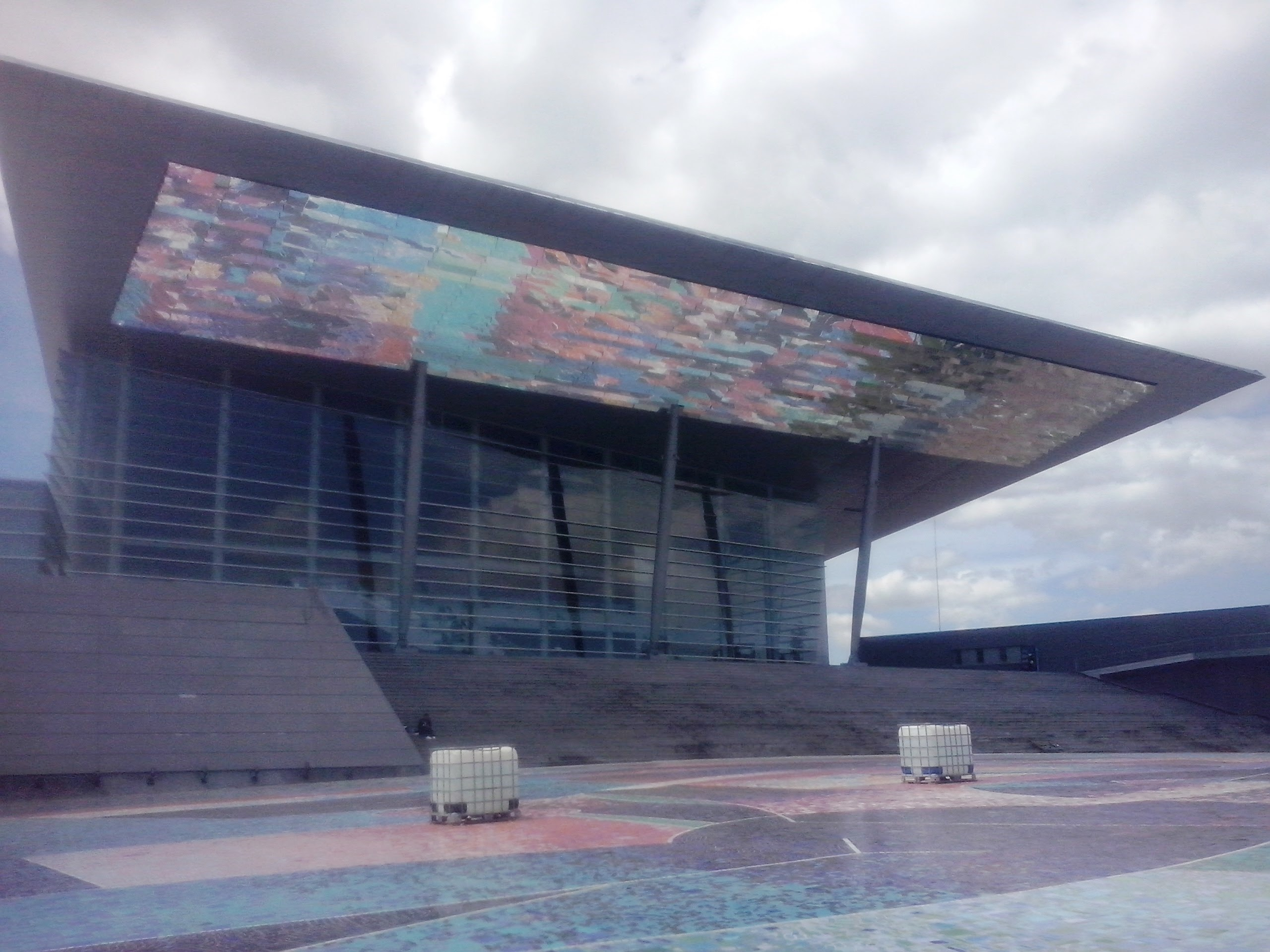
Teatro Auditorio Gota de Plata.

Teatro Auditorio Gota de Plata, proyecto hecho entre el 2003 y 2005 realizado por los arquitectos Jaime Varon, Abraham Metta y Alex Metta de la firma Migdal Arquitectos. Este edificio tiene un aforo total en localidades de 1853 butacas, 1307 en la planta alta y 346 en mezzanine. Instalaciones: escenario, foro de orquesta, tramoya, draperia, iluminación, audio, microfonía y camerinos.

### Centro Interactivo Mundo Fútbol

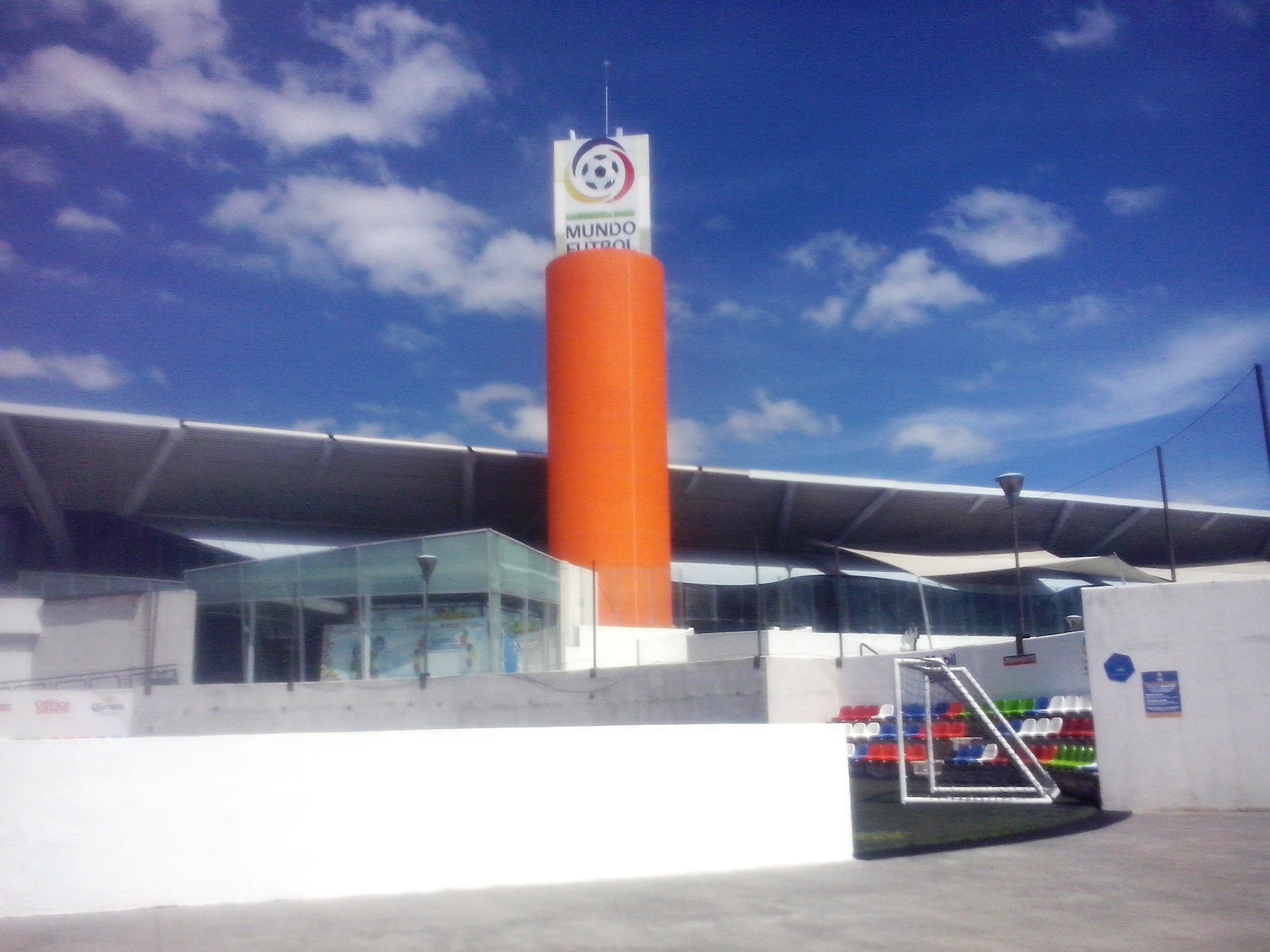
Centro Interactivo Mundo Fútbol.

Se construyó del 2004 al 2005. Originalmente se planeó como un Museo de Arte Contemporáneo, pero en 2011 se cambió por un Museo Salón de la Fama del Fútbol en México a cargo del Grupo Pachuca.
Estecuenta con un área de exposición de 1680 m², un estacionamiento cubierto de 1.406 m² y terrazas de 1010 m². También cuenta con áreas administrativas, auditorio, plaza de acceso, elevador de una pieza, vestíbulos y área exterior. La estructura del edificio es mixta, con columnas de concreto, losas a base de estructura metálica y sistema de entrepiso a base de losacero. Su área de exposición es de una estructura metálica, armaduras con claros de 42 m y una cubierta a base de multipanel.
El Centro Interactivo Mundo Fútbol cuenta con 51 exhibiciones interactivas, cuatro icónicas, una al aire libre y sala de cine 3D. Las exhibiciones están divididas en 4 temas principales: Historia, preparación (equipo, entrenamiento, el juego), partido (el estadio, los actores, la afición) y promoción (mercadotecnia y medios).

### Salón de la Fama del Fútbol

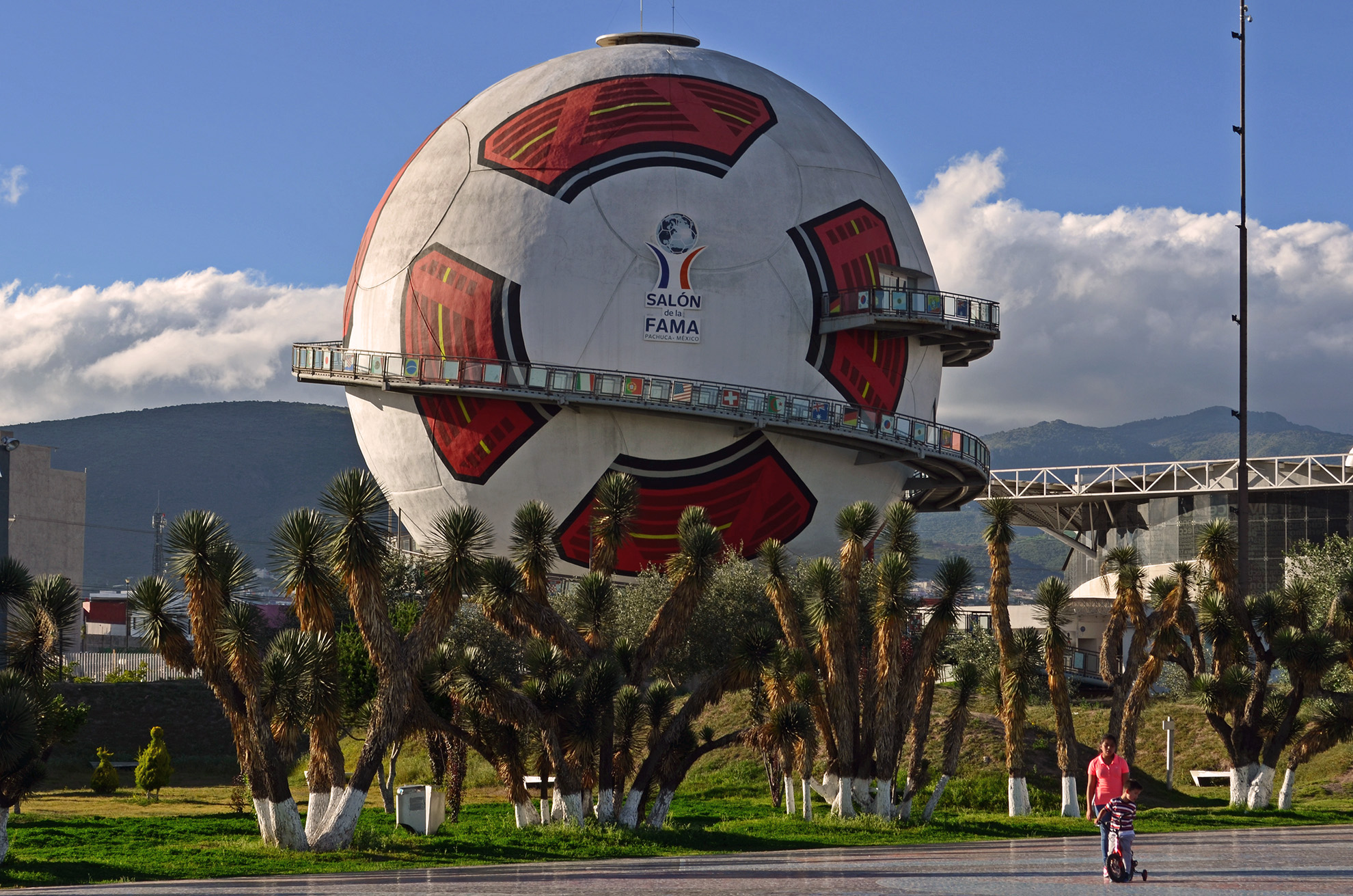
Salón de la Fama del Fútbol

El 9 de julio de 2011, el Presidente de México, Felipe Calderón Hinojosa, acompañado por el Presidente de Chile, Sebastián Piñera Echenique y el titular de la FIFA, Joseph Blatter, inauguró el Salón de la Fama del Fútbol y el Centro Interactivo Mundo Fútbol.
Consiste en una enorme esfera que emula un enorme balón cuya principal función es investir a los jugadores, entrenadores y directivos que han destacado y dejado huella en el fútbol. El inmueble cuenta con una altura de 38 metros; la construcción finalizó el 9 de julio de 2011 y se empleó hormigón armado.
El 8 de noviembre de 2011 se realizó la primera Ceremonia de Investidura donde 30 futbolistas fueron laureados.

## Mapa

Mapa del Parque David Ben Gurión:
1- Teatro Auditorio Gota de Plata
2- Biblioteca Central del Estado Ricardo Garibay
3- Salón de la Fama del Fútbol
4- Centro Interactivo Mundo Fútbol
5- Tuzoforum
6- Hotel
7- Monumento a David Ben Gurión
8- Mosaico
9- Entrada Principal
a- Estación del Tuzobús: Centro Minero
b- Estación del Tuzobús: Zona Plateada

| 1- Teatro Auditorio Gota de Plata 2- Biblioteca Central del Estado Ricardo Garibay 3- Salón de la Fama del Fútbol 4- Centro Interactivo Mundo Fútbol | 5- Tuzoforum 6- Hotel 7- Monumento a David Ben Gurión 8- Mosaico 9- Entrada Principal | a- Estación del Tuzobús: Centro Minero b- Estación del Tuzobús: Zona Plateada |